# Ludwig Waldleitner
Ludwig „Luggi“ Waldleitner (* 1. Dezember 1913 in Kirchseeon; † 16. Januar 1998 in Innsbruck) war ein deutscher Filmproduzent.

## Leben
Ludwig Waldleitner wurde 1913 in Kirchseeon in Bayern geboren. Sein Vater war Bahnangestellter und seine Mutter betrieb eine Gastwirtschaft. Er wuchs in einem streng katholischen Umfeld auf. Entgegen den Plänen seiner Eltern, die für Luggi, wie er auch genannt wurde, eine Mitarbeit in der familiären Gastwirtschaft vorgesehen hatten, entschied sich Ludwig Waldleitner, das heimatliche Dorf zu verlassen. Mit 16 Jahren besuchte er eine Handelsschule in Dresden.
Beim Skifahren in Obergurgl traf Waldleitner auf den Skirennfahrer und Kameramann Gustav (Guzzi) Lantscher. Bereits als Kind wurde Luggis Interesse für das Kino geweckt. Es heißt, dass sein späterer Weg in das Filmgeschäft vorgezeichnet war, nachdem seine Mutter das erste Mal mit ihm eine Kinovorstellung besuchte.
Waldleitner trat bereits im April 1930 in die Hitlerjugend ein, brachte es zum HJ-Führer und wurde im Oktober 1931 in die SA übernommen. Im November 1931 trat er der NSBO bei, am 1. Februar 1932 der NSDAP (Mitgliedsnummer 916.543). Im Mai 1936 folgte schließlich noch eine Mitgliedschaft beim NSKK. Seine Mutter trat 1933 der NS-Frauenschaft bei, der Vater der NSDAP erst 1937.
In den 1930er Jahren begann Waldleitner als Kameraassistent von Guzzi Lantschner, sowie als Aufnahmeleiter bei den Dreharbeiten zu Leni Riefenstahls Film Olympia. Zunächst spielte er nun eine kleine Rolle im Filmgeschäft und übernahm die Leitung der Skischule in Obergurgl. Hierbei lernte er Ilse Kubaschewski, genannt Kuba, kennen, die durch Heimatfilme inspiriert, zur Erholung in die Berge gefahren war. Bei einem Besuch bei ihr in Berlin verschaffte sie ihm eine Anstellung bei der Siegel Monopolfilm. Weil ihn das Verleihgeschäft nur wenig interessierte, wechselte er in die Filmproduktion. Hierfür hatte Luggi Talent. Das erkannte auch Johannes Siegel, der Waldleitner als Produktionshelfer zu zahlreichen Filmprojekten hinzuzog. 1942 wurde er von der neu gegründeten Berlin-Film übernommen, bei der er bis Kriegsende als Aufnahmeleiter tätig war.
Nach dem Krieg betrieb er mit Ilse Kubaschewski das Kurfilmtheater in Oberstdorf. Als der Mietvertrag des Kurfilmtheaters auslief, beschloss sie einen eigenen Verleih in München aufzubauen. Sie gründete am 26. April 1949 die Gloria Filmverleih GmbH. Hierbei stand ihr neben ihrem Ehemann Hans Kubaschewski auch ihr Freund Luggi Waldleitner zur Seite.
Luggi Waldleitner beaufsichtigte außerdem die Synchronfassungen ausländischer Filme und arbeitete von 1949 bis 1951 als Produktionsleiter für die Berolina Film von Kurt Ulrich.
Ende 1951 gründete Waldleitner seine eigene Filmgesellschaft, die Roxy-Film GmbH & Co. KG. Ilse Kubaschewski verhalf ihm mit dem Film Tausend rote Rosen blühn zum Start als selbstständiger Filmproduzent. Aus ihrer Feder stammte auch der Titel des Films, der beim Publikum großen Anklang fand. Das 1952 entstandene Melodram Bis wir uns wiederseh’n, führte Maria Schell und O. W. Fischer zum ersten Mal zusammen. Der Film erschien in Kubaschewski Gloria-Verleih. Schell und Fischer wurden in der Folge als „Traumpaar“ des deutschen Films gehandelt. Für Ludwig Waldleitners Roxy Film war dieser Film allerdings einer der wenigen Flops.
Waldleitner avancierte zu einem der großen Filmproduzenten des deutschsprachigen Nachkriegskinos. Vor allem in den 1960er Jahren arbeitete er häufig mit italienischen und französischen Partnern zusammen.
Waldleitner orientierte sich in all den Jahren zwar am jeweiligen Zeitgeschmack, durch zahlreiche Literaturadaptionen erwies er sich aber als relativ ambitioniert. Besonders erfolgreich waren seine Verfilmungen der Werke des Romanautors Johannes Mario Simmel in den 1970er Jahren. Partiell arbeitete er auch mit den Vertretern des Neuen Deutschen Films zusammen. So realisierte er Rainer Werner Fassbinders aufwendigste Regiearbeit Lili Marleen. Außerdem produzierte Waldleitner in den 70er Jahren einige Filme gemeinsam mit Ilse Kubaschewski, die inzwischen den Gloria Filmverleih verkauft, aber ihre Produktionsfirma behalten hatte. Beispielsweise arbeiteten sie zusammen an der Produktion des Films Einer von uns beiden, bei dem Wolfgang Petersen Regie führte. Aus einer weiteren Koproduktion ging die Romanverfilmung von E.T.A. Hoffmanns Die Elixiere des Teufels hervor.
Waldleitner setzte sich auch allgemein für die Belange des Films ein und hatte Anteil an der Gewährung der bayerischen Filmförderung und der Beteiligung des Freistaats an den Münchner Filmwochen. Große Teile seiner Hinterlassenschaft als Filmproduzent befinden sich im Deutschen Filmmuseum in Frankfurt am Main. Ihm zu Ehren gab es einen Luggi-Waldleitner-Preis beim Internationalen Festival der Filmhochschulen München, bis nach der Veröffentlichung einer Recherche des Filmhistorikers Armin Jäger zur NS-Vergangenheit Waldleitners in der Welt die Preisvergabe eingestellt wurde.
Aus seiner 1960 geschlossenen Ehe mit Angela Schreiber gingen die beiden Kinder Michael und Prisca hervor.
Waldleitner lebte in München-Obermenzing und besaß ein Feriendomizil im italienischen Terracina. Er wurde auf dem Nymphenburger Friedhof in München beigesetzt (Grab Nr. 1-1-9).

## Filmografie
- 1952: Tausend rote Rosen blühn
- 1952: Bis wir uns wiederseh’n
- 1953: Liebeskrieg nach Noten
- 1953: Alles für Papa
- 1953: Regina Amstetten
- 1954: Ihre große Prüfung
- 1955: Oase
- 1955: Die Barrings
- 1957: Der kühne Schwimmer
- 1957: El Hakim
- 1958: Das Mädchen Rosemarie
- 1960: Bumerang
- 1960: Conny und Peter machen Musik
- 1960: Schachnovelle
- 1960: Ingeborg
- 1961: Frau Cheneys Ende
- 1962: Straße der Verheißung
- 1962: 90 Minuten nach Mitternacht
- 1963: Wochentags immer
- 1963: Elf Jahre und ein Tag
- 1965: Ich habe sie gut gekannt
- 1965: Der Mann mit den 1000 Masken
- 1966: Siebzehn Jahr, blondes Haar
- 1966: Blüten, Gauner und die Nacht von Nizza (Le Jardinier d'Argenteuil)
- 1966: Unser Boß ist eine Dame (Operazione San Gennaro)
- 1967: Der Tod eines Doppelgängers
- 1967: 24 Stunden aus dem Leben einer Frau
- 1968: Die Abenteuer des Kardinal Braun (Operazione San Pietro)
- 1968: Komm nur, mein liebstes Vögelein
- 1968: Hemmungslose Manon
- 1968: Die große Treibjagd
- 1968: Die Ente klingelt um halb acht
- 1969: Venus im Pelz
- 1969: Sieben Tage Frist
- 1969: Herzblatt oder Wie sag ich’s meiner Tochter?
- 1970: Cannabis – Engel der Gewalt
- 1970: Der Erbarmungslose (La Horse)
- 1970: Das gelbe Haus am Pinnasberg
- 1970: Perrak
- 1970: Die Weibchen
- 1971: Der scharfe Heinrich
- 1971: Mädchen beim Frauenarzt
- 1971: Und Jimmy ging zum Regenbogen
- 1971: Schüler-Report
- 1972: Liebe ist nur ein Wort
- 1972: Der Stoff aus dem die Träume sind
- 1972: Und der Regen verwischt jede Spur
- 1973: Alle Menschen werden Brüder
- 1973: Gott schützt die Liebenden
- 1973: Einer von uns beiden
- 1974: Drei Männer im Schnee
- 1974: Die Antwort kennt nur der Wind
- 1975: Bis zur bitteren Neige
- 1975: Sternsteinhof
- 1975: Das Netz
- 1976: Die Elixiere des Teufels
- 1976: Rosemaries Tochter
- 1977: Die Jugendstreiche des Knaben Karl
- 1977: Die gläserne Zelle
- 1978: Der Mann im Schilf
- 1981: Lili Marleen
- 1981: Die zwei Gesichter einer Frau (Fantasma d'amore)
- 1982: Wie hätten Sie’s denn gern?
- 1982: Dies rigorose Leben
- 1983: Ediths Tagebuch
- 1983: Die Schaukel
- 1983: Kassensturz
- 1984: Mama Mia – Nur keine Panik
- 1984: Niemand weint für immer
- 1985: Seitenstechen
- 1986: Geld oder Leber!
- 1986: Bitte laßt die Blumen leben
- 1986: Ballhaus Barmbek
- 1988: Starke Zeiten
- 1988: Zärtliche Chaoten II
- 1988: Killing Blue
- 1989: Zwei Frauen
- 1989: Sukkubus – Den Teufel im Leib
- 1990: Café Europa
- 1993: Mr. Bluesman
- 1993: Fiorile
- 1993: Der Kinoerzähler
- 1996: Roula – Dunkle Geheimnisse
- 1996: Honigmond
- 1996: Diebinnen
- 1996: Jenseits der Stille
- 1998: Sieben Monde
- 1998: Angel Express
- 1999: Holgi – Der böseste Junge der Welt

## Auszeichnungen
- 1958: Golden Globe für Das Mädchen Rosemarie
- 1973: Bundesverdienstkreuz am Bande
- 1974: Bayerischer Verdienstorden
- 1978: „München leuchtet“ in Silber
- 1978: Oscar-Nominierung für 1978 als Produzent von Die gläserne Zelle (Bester Auslandsfilm)
- 1979: Bambi
- 1979: Bundesverdienstkreuz Erster Klasse
- 1982: Staatsmedaille für besondere Verdienste um die bayerische Wirtschaft und die deutsche Filmwirtschaft
- 1983: Deutscher Filmpreis des Bundesministers des Inneren für langjähriges und hervorragendes Wirken im deutschen Film
- 1983: Filmband in Gold für langjähriges und hervorragendes Wirken im deutschen Film
- 1987: Großes Bundesverdienstkreuz für herausragende Verdienste um den deutschen Film
- 1987: SPIO Ehrenmedaille der Spitzenorganisation der Filmwirtschaft E.V.
- 1987: Bayerischer Filmpreis (Ehrenpreis)
- 1988: „München leuchtet“ in Gold
- 1995: COMMENDATORE des Ordens „Al Merito della Republica Italiana“ verliehen vom Staatspräsidenten der Republik Italien
- 1996: Ehrensenator der Hochschule für Fernsehen und Film München für jahrzehntelanges Engagement für die Hochschule und den Nachwuchs im Film- und Fernsehbereich
- 1996: DIVA-Award
- 1997: Bayerischer Filmpreis (Produzentenpreis) für Nach Fünf im Urwald